# Camille Pépin
Camille Pépin (* 17. November 1990 in Amiens, Frankreich) ist eine französische Komponistin.

## Biografie
Durch Tanzunterricht entdeckte Camille Pépin ihre Vorliebe für klassische Musik. Nach einer Instrumentalausbildung am Konservatorium von Amiens besuchte Camille Pépin das Pôle supérieur d'enseignement artistique de Paris. Pépin lernte u. a. bei Thierry Escaich, Guillaume Connesson und Marc-André Dalbavie am Pariser Conservatoire und wurde dort mit fünf ersten Preisen ausgezeichnet (für Instrumentierung, Analyse, Harmonielehre, Kontrapunkt sowie Fuge/Form). 2015 erhielt sie beim Kompositionswettbewerb „Île de créations“ für ihr Orchesterstück Vajrayana den Preis der Jury. Ihre wiederkehrend prämierten Kompositionen reichen von Kammermusik bis zu Werken für großes Orchester.
Ihre Werke wurden u. a. in den Konzerthäusern Philharmonie von Paris, Auditorium Radio France, Concertgebouw Amsterdam, Elbphilharmonie Hamburg, Wiener Konzerthaus, Kölner Philharmonie, Barbican Centre London, Müpa Budapest aufgeführt und von zahlreichen Orchestern, Ensembles und Musikern gespielt, wie von Los Angeles Philharmonic, Malmö Live Symphony Orchestra, Orchestre national d’Île de France, Orchestre national de Lyon; Auryn Quartet, Ensemble Polygones, Raphaëlle Moreau, Célia Oneto Bensaïd, Yan Levionnois, Fiona McGown, Anaëlle Tourret, Thibault Lepri und Adélaïde Ferrière. Dirigenten waren Leonard Slatkin, Karen Kamensek, Julien Leroy, Vahan Mardirossian, Debora Waldman und Simone Young.

## Werke (Auswahl)
- Fireworks (2025) für Orchester. Auftragsarbeit des Last Night of the Proms 2025
- Inlandsis (2023) für Orchester. Auftragsarbeit des Orchestre Philharmonique de Radio France.
- Iridescence – glace (2023) für Klavier.
- Le Sommeil a pris ton empreinte (2023). Konzert für Violine und Orchester. Auftragsarbeit des Orchestre National de France, des Sydney Symphony Orchestra und des Orchestre National de Lyon.
- Les Eaux célestes (2023) für Orchester. Auftragsarbeit des HR-Sinfonieorchesters.
- Pluie, larmes de la Terre (2022).
- Au Coeur de la Terre (2022) für Viola und Klavier.
- Énergie blanche, bleu lointain (2021) für Streicher-Ensemble.
- Aux confins de l'orage (2021) für Orchester.
- Avant les clartés de l'aurore (2020) für ein Ensemble von 12 Musikern.
- Number 1 (2020) für Klavier.
- Laniakea (2019) für Orchester.
- Early summer rain (2018) für Marimba, Klavier und Violine.
- Nighthawks (2018) für Harfe.
- La Source d'Yggdrasil (2018) für Orchester.
- The Road not taken (2018) für Violine, Cello und Klavier.
- Snow, moon & flowers (2018) für Cello, Saxophon und Klavier.
- Lyræ (2017) für Streichquartett, Harfe und Schlagzeug.
- Vajrayana (2015) für Orchester.

## Auszeichnungen (Auswahl)
- 2022: Chevalier de l'Ordre des Arts et des Lettres (Ritter des Ordens für Kunst und Literatur)
- 2020: Komponistin des Jahres bei den Victoires de la musique classique
- 2018: Trente Eclaireurs Vanity Fair
- 2017: Prix d'Encouragement Musique de l'Académie des Beaux-Arts (Förderpreis Musik der Académie des Beaux-Arts)
- 2015: Grand Prix SACEM Musique Symphonique catégorie Jeune Compositeur (Grand Prix SACEM Musique Symphonique Kategorie Junger Komponist)